# Academia de Bellas Artes de Pensilvania

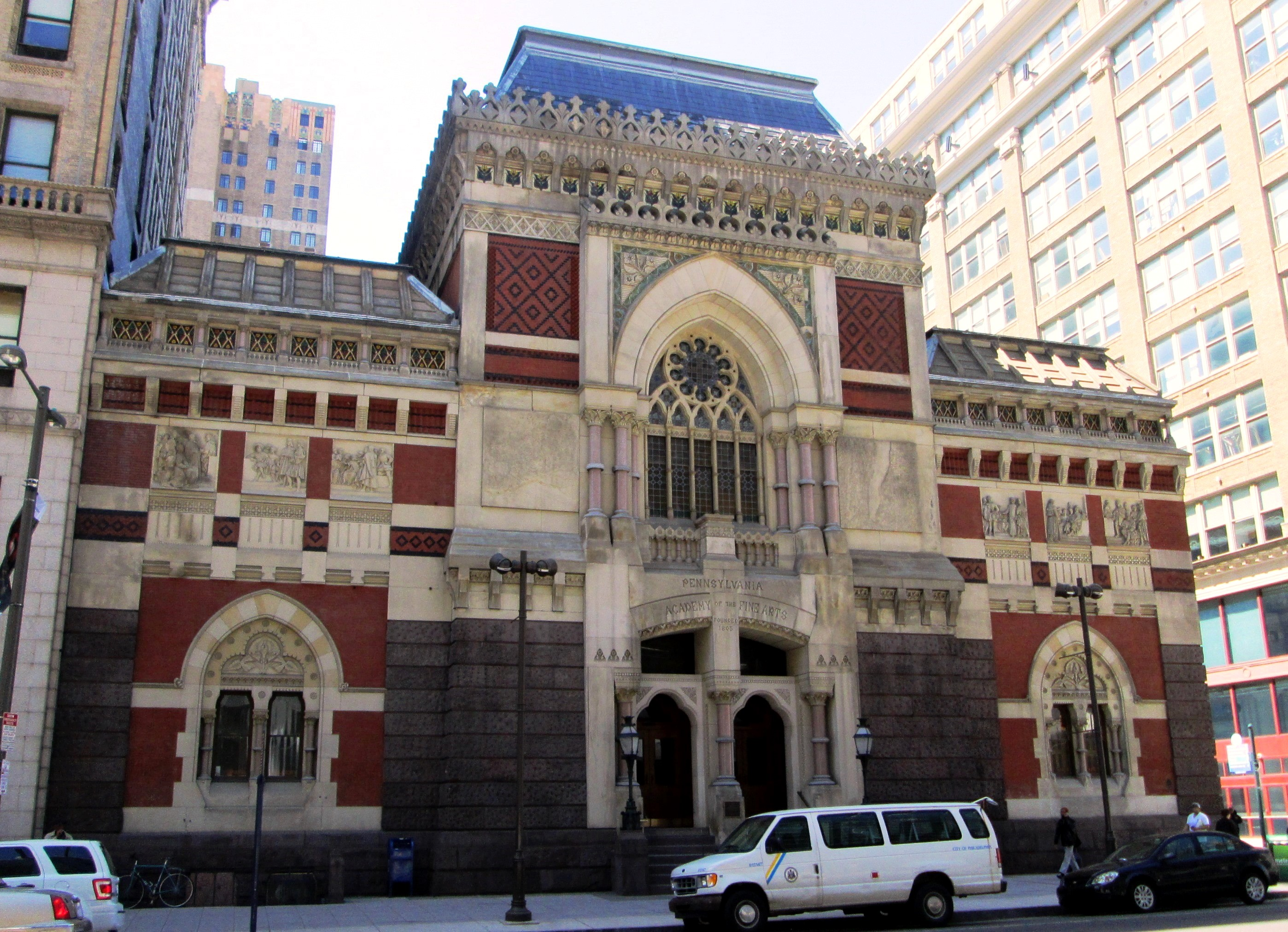
Pennsylvania Academy of the Fine Arts en 2013

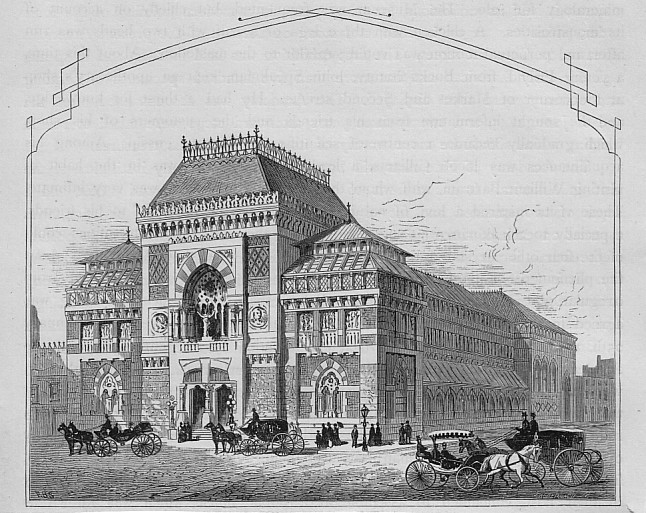
Ilustración de 1875

La Pennsylvania Academy of the Fine Arts (PAFA) es un museo y escuela de arte en Filadelfia, Pensilvania (Estados Unidos) conocido internacionalmente por sus colecciones de pinturas, esculturas y obras estadounidenses de los siglos XIX y XX. Sus archivos albergan materiales importantes para el estudio de la historia del arte estadounidense, los museos y la formación artística. Ofrece un Grado y una Maestría en Bellas Artes, programas de certificación y de educación continua.

## Historia
La Academia de Bellas Artes de Pensilvania fue fundada en 1805 por Charles Willson Peale y William Rush, y otros artistas y líderes empresariales. Abrió como museo en 1807 y realizó su primera exposición en 1811, donde se exhibieron más de 500 pinturas y estatuas. Las primeras clases escolares celebradas en el edificio fueron con la Sociedad de Artistas en 1810.
El edificio original fue destruido en un incendio en 1845 y su nuevo edificio, realizado por Furness-Hewitt, abrió sus puertas para coincidir con el Exposición Universal de Filadelfia de 1876.
Durante la Primera Guerra Mundial, alrededor del sesenta por ciento de los hombres jóvenes se alistaron o ingresaron al servicio del gobierno, y probablemente todas las mujeres jóvenes y el resto de los hombres jóvenes estuvieron directa o indirectamente involucrados en labores relacionadas con la guerra. Los estudiantes formaron un club de servicio de guerra. y se envió una publicación mensual, The Academy Fling, a los miembros del servicio. George Harding, exalumno, fue capitán comisionado durante la guerra y creó bocetos de combate oficiales para las Fuerzas Expedicionarias Estadounidenses.

### Mujeres en la Academia
En 1844, la junta directiva declaró que las mujeres artistas "tendrían uso exclusivo de la galería de estatuas con fines profesionales" y tiempo de estudio en el museo los lunes, miércoles y viernes por la mañana. Esto significó un avance significativo para las mujeres en su formación formal artística. Antes de la fundación de la academia, había oportunidades limitadas para que las mujeres recibieran capacitación artística profesional en los Estados Unidos. Entre mediados del siglo XIX y principios del XX se da un crecimiento notable de mujeres artistas formadas formalmente.
En 1860, a las alumnas se les permitió tomar cursos de anatomía y antigüedades, dibujando a partir de moldes antiguos. Las clases en vivo, el estudio del cuerpo desnudo, estuvieron disponibles para las mujeres en la primavera de 1868 con mujeres como modelos. Tras mucho debate sobre si era apropiado que las mujeres vieran cuerpos de hombres desnudos, seis años después se incorporaron los hombres como modelos.
Pasaron 24 años antes de que las mujeres pudieran aprovechar al máximo todos los aspectos de la formación en la prestigiosa institución. Después de 1868, las mujeres asumieron roles de liderazgo más activos y alcanzaron posiciones influyentes. Por ejemplo, en 1878, Catherine Drinker, a la edad de 27 años, se convirtió en la primera mujer en enseñar en la academia. Una de sus alumnas, su prima menor Cecilia Beaux, dejaría un legado duradero en la academia como la primera mujer miembro de la facultad en enseñar pintura y dibujo, a partir de 1895. En la década de 1880, las mujeres artistas competían con los hombres por los principales elogios y reconocimientos. Sin embargo, hubo que esperar hasta 1950 para que hubiera una mujer en la junta directiva.
Incluso cuando las mujeres artistas estaban progresando en los Estados Unidos, tenían dificultades para estudiar en Europa. Muchas de las academias famosas y estatales, como la École des Beaux-Arts de París, excluyeron activamente a las mujeres hasta finales del siglo XIX, y muchas de las únicas oportunidades disponibles fueron a través de escuelas de arte o talleres de artistas privados y menos prestigiosos.
En 2010, la academia adquirió la colección de arte de mujeres de la coleccionista Linda Lee Alter, casi 500 obras de mujeres artistas. Las artistas de la colección incluyen artistas de renombre internacional, como Louise Bourgeois, Judy Chicago, Louise Nevelson, Kiki Smith y Kara Walker, así como artistas de renombre de Filadelfia, incluida Elizabeth Osborne. En 2012, la academia presentó la colección en la exposición The Female Gaze: Women Artists Making Their World.

## Murillo
En diciembre de 1815, el museo expone el cuadro de Murillo, Caritas romana, adquirido en España por un tratante estadounidense que vivió en España durante la Guerra de la Independencia Española. El cuadro es destruido en el incendio de 1845.

## Profesorado
- Thomas Eakins (1844-1916)[9]

## Alumnado
Entre el alumnado se encuentran los siguientes artistas:
- Cecilia Beaux (1855-1942)[10]
- Mary Cassatt (1844-1926)[9]
- Thomas Eakins (1844-1916)[9]